# شين جونغ هون
شين جونغ هون (مواليد 5 مايو 1989) هو ملاكم كوري جنوبي، مثّل بلاده في الألعاب الأولمبية الصيفية 2012.

## روابط خارجية
شين جونغ هون على موقع بوكس ريك (الإنجليزية) (registration required)
- شين جونغ هون على موقع أوليمبيديا (الإنجليزية)